# Дискография Надежды Кадышевой
Дискография советской и российской певицы Надежды Кадышевой включает в себя двадцать три студийных альбома, один концертный альбом, двадцать один сборник, девять видеоальбомов и двадцать синглов.

## В составе ансамбля «Россияночка»

### Альбомы
| Название      | Детали                                        |
| ------------- | --------------------------------------------- |
| «Россияночка» | - Выпущен: 1990 - Лейбл: Мелодия - Формат: LP |

## В составе ансамбля «Золотое кольцо»

### Альбомы

#### Студийные альбомы
| Название                   | Детали                                                                      |
| -------------------------- | --------------------------------------------------------------------------- |
| «Kalinka»                  | - Выпущен: 1990 (Германия) - Лейбл: Perestroika - Формат: Кассета           |
| «Русские народные песни»   | - Выпущен: 1991 - Лейбл: Russian Disc - Формат: LP                          |
| «Made in Japan»            | - Выпущен: 1993 (Япония) - Лейбл: Build INC - Формат: LP                    |
| «Виновата ли я…»           | - Выпущен: 1995 - Лейбл: Союз - Формат: CD, кассета                         |
| «Течёт ручей»              | - Выпущен: 1995 - Лейбл: Союз - Формат: CD, кассета                         |
| «Печальный ветер»          | - Выпущен: 1995 - Лейбл: Союз - Формат: CD, кассета                         |
| «Очаровательные глазки»    | - Выпущен: 1996 - Лейбл: Союз - Формат: CD, кассета                         |
| «Уходи, горе»              | - Выпущен: 1997 - Лейбл: Союз - Формат: CD, кассета                         |
| «Милая роща»               | - Выпущен: 1998 - Лейбл: Союз - Формат: CD, кассета                         |
| «Ах, судьба моя, судьба»   | - Выпущен: 17 ноября 2000 - Лейбл: Союз - Формат: CD, кассета               |
| «Подари, берёзка»          | - Выпущен: 17 апреля 2002 - Лейбл: Союз - Формат: CD, кассета               |
| «Плачет дождик»            | - Выпущен: 2003 - Лейбл: Квадро-Диск - Формат: CD                           |
| «Когда-нибудь…»            | - Выпущен: 7 декабря 2003 - Лейбл: Союз - Формат: CD, кассета               |
| «Моя любовь»               | - Выпущен: 1 марта 2006 - Лейбл: Союз - Формат: CD                          |
| «Русский альбом»           | - Выпущен: 2006 - Лейбл: Квадро-Диск - Формат: CD, кассета                  |
| «Посвящение земле Русской» | - Выпущен: 2007 - Лейбл: Квадро-Диск - Формат: CD, кассета                  |
| «Зажигаем вновь!!!»        | - Выпущен: 10 апреля 2008 - Лейбл: Союз - Формат: CD, кассета               |
| «И вновь любовь…»          | - Выпущен: 2009 - Лейбл: Квадро-Диск - Формат: CD                           |
| «Сударушка»                | - Выпущен: 2010 - Лейбл: Квадро-Диск - Формат: CD                           |
| «И льётся песня»           | - Выпущен: 2012 - Лейбл: Квадро-Диск - Формат: CD                           |
| «Светят звёзды»            | - Выпущен: 8 октября 2013 - Лейбл: Квадро-Диск - Формат: CD                 |
| «Всё как прежде»           | - Выпущен: 27 марта 2018 - Лейбл: United Music Group - Формат: CD, цифровой |

#### Концертные альбомы
| Название | Детали                                            |
| -------- | ------------------------------------------------- |
| «25 лет» | - Выпущен: 2009 - Лейбл: Квадро-Диск - Формат: CD |

#### Сборники
| Название                              | Детали                                                                   |
| ------------------------------------- | ------------------------------------------------------------------------ |
| «Золотое кольцо»                      | - Выпущен: 1996 - Лейбл: Союз - Формат: Бокс-сет                         |
| «The Best»                            | - Выпущен: 1998 - Лейбл: Союз - Формат: CD, кассета                      |
| «Зачем это лето…»                     | - Выпущен: 20 сентября 1999 - Лейбл: Союз - Формат: CD, кассета          |
| «20 лет на сцене. Избранное»          | - Выпущен: октябрь 2002 - Лейбл: Союз - Формат: CD, кассета              |
| «Широка река»                         | - Выпущен: 1 сентября 2004 - Лейбл: Союз - Формат: CD, кассета           |
| «Широка река. Часть 1»                | - Выпущен: 2004 - Лейбл: Союз - Формат: CD-ROM                           |
| «Широка река. Часть 2»                | - Выпущен: 2004 - Лейбл: Союз - Формат: CD-ROM                           |
| «Grand Collection»                    | - Выпущен: 2006 - Лейбл: Квадро-Диск - Формат: CD, кассета               |
| «Любовное Настроение»                 | - Выпущен: 2007 - Лейбл: Никитин - Формат: CD                            |
| «Зажигаем Вновь. Часть 1»             | - Выпущен: 2009 - Лейбл: Союз - Формат: CD                               |
| «Зажигаем Вновь. Часть 2»             | - Выпущен: 2009 - Лейбл: Союз - Формат: CD                               |
| «Grand Collection»                    | - Выпущен: 2009 - Лейбл: Квадро-Диск - Формат: CD                        |
| «С любовью…»                          | - Выпущен: 2009 - Лейбл: Союз - Формат: CD                               |
| «Романсы»                             | - Выпущен: 2011 - Лейбл: Квадро-Диск - Формат: CD                        |
| «Лучшие песни»                        | - Выпущен: 3 ноября 2014 - Лейбл: United Music Group - Формат: цифровой  |
| «Течёт ручей»                         | - Выпущен: 2014 (Германия) - Лейбл: United Music Group - Формат: LP      |
| «Давай мы будем счастливы»            | - Выпущен: 2014 - Лейбл: United Music Group - Формат: CD+DVD             |
| «Ты рядом»                            | - Выпущен: 2014 - Лейбл: United Music Group - Формат: CD                 |
| «Grand Collection. Лучшее для лучших» | - Выпущен: 25 февраля 2015 - Лейбл: Квадро-Диск - Формат: цифровой       |
| «Дуэты»                               | - Выпущен: март 2016 - Лейбл: United Music Group - Формат: CD            |
| «Ты меня ждёшь»                       | - Выпущен: 5 октября 2022 - Лейбл: United Music Group - Формат: цифровой |

#### Видеоальбомы
| Название                                   | Детали                                                    |
| ------------------------------------------ | --------------------------------------------------------- |
| «Золотое кольцо»                           | - Выпущен: 1995 - Лейбл: Союз - Формат: VHS               |
| «The Best»                                 | - Выпущен: 1998 - Лейбл: Союз - Формат: VHS, DVD          |
| «Ах, судьба моя, судьба»                   | - Выпущен: 2000 - Лейбл: Союз - Формат: VHS, DVD          |
| «Словно тысячу лет назад»                  | - Выпущен: 2001 - Лейбл: Союз - Формат: VHS, DVD          |
| «Когда-нибудь»                             | - Выпущен: 2003 - Лейбл: Союз - Формат: VHS, DVD          |
| «20 лет в кругу друзей. Юбилейный концерт» | - Выпущен: 2005 - Лейбл: ICA MUSIC - Формат: DVD          |
| «Моя любовь»                               | - Выпущен: 2006 - Лейбл: Союз - Формат: DVD               |
| «Зажигаем вновь… 25 лет!»                  | - Выпущен: 2009 - Лейбл: Квадро-Диск - Формат: DVD        |
| «Будь счастлив»                            | - Выпущен: 22 мая 2012 - Лейбл: Квадро-Диск - Формат: DVD |

#### Прочие альбомы
| Название            | Детали                                     |
| ------------------- | ------------------------------------------ |
| «Тёпа и его друзья» | - Выпущен: 2004 - Лейбл: Союз - Формат: CD |

### Синглы
| Год                                             | Название                                    | Позиция в чартах | Альбом              |
| Год                                             | Название                                    | СНГ              | Альбом              |
| ----------------------------------------------- | ------------------------------------------- | ---------------- | ------------------- |
| 1996                                            | «Новогодняя ночь»                           | —                | без альбома         |
| 2004                                            | «Всё уже когда-то было»                     | 74               | «Моя любовь»        |
| 2005                                            | «Через реченьку мосток»                     | 138              | «Моя любовь»        |
| 2005                                            | «Плывёт веночек»                            | 223              | «Моя любовь»        |
| 2006                                            | «Ветреный день»                             | 228              | «Моя любовь»        |
| 2007                                            | «Пролетело лето»                            | 220              | «Зажигаем вновь!!!» |
| 2007                                            | «Вхожу в любовь» (дуэт с Николаем Басковым) | 123              | «Тебе одной»        |
| 2007                                            | «Снег летит»                                | 199              | «Зажигаем вновь!!!» |
| 2008                                            | «Давай мы будем счастливы»                  | 209              | «Зажигаем вновь!!!» |
| 2008                                            | «Иди навстречу»                             | 247              | «И вновь любовь…»   |
| 2009                                            | «Не зови меня»                              | 233              | «И вновь любовь…»   |
| 2009                                            | «Сердце нельзя обмануть»                    | 223              | «И вновь любовь…»   |
| 2012                                            | «Полночь»                                   | 97               | «Светят звёзды»     |
| 2013                                            | «Моя сладкая боль»                          | —                | «Светят звёзды»     |
| 2013                                            | «Малиновый звон»                            | —                | «Русский альбом»    |
| 2014                                            | «Подмосковные вечера» (дуэт с Тото Кутуньо) | —                | без альбома         |
| 2014                                            | «Felicità» (дуэт с Аль Бано)                | —                | без альбома         |
| 2015                                            | «Голубка белая»                             | —                | «Всё как прежде»    |
| 2021                                            | «Ветер туман несёт»                         | —                | без альбома         |
| 2022                                            | «Новорожденный снег»                        | —                | без альбома         |
| 2025                                            | «Без обратного билета»                      | —                | без альбома         |
| Символ «—» означает, что сингл не попал в чарт. |                                             |                  |                     |